# Pfarrkirche Gallspach

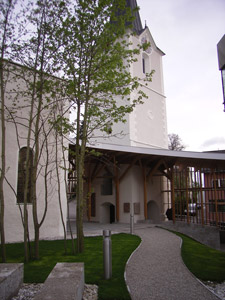
Außenansicht

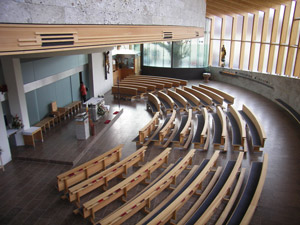
Innenansicht

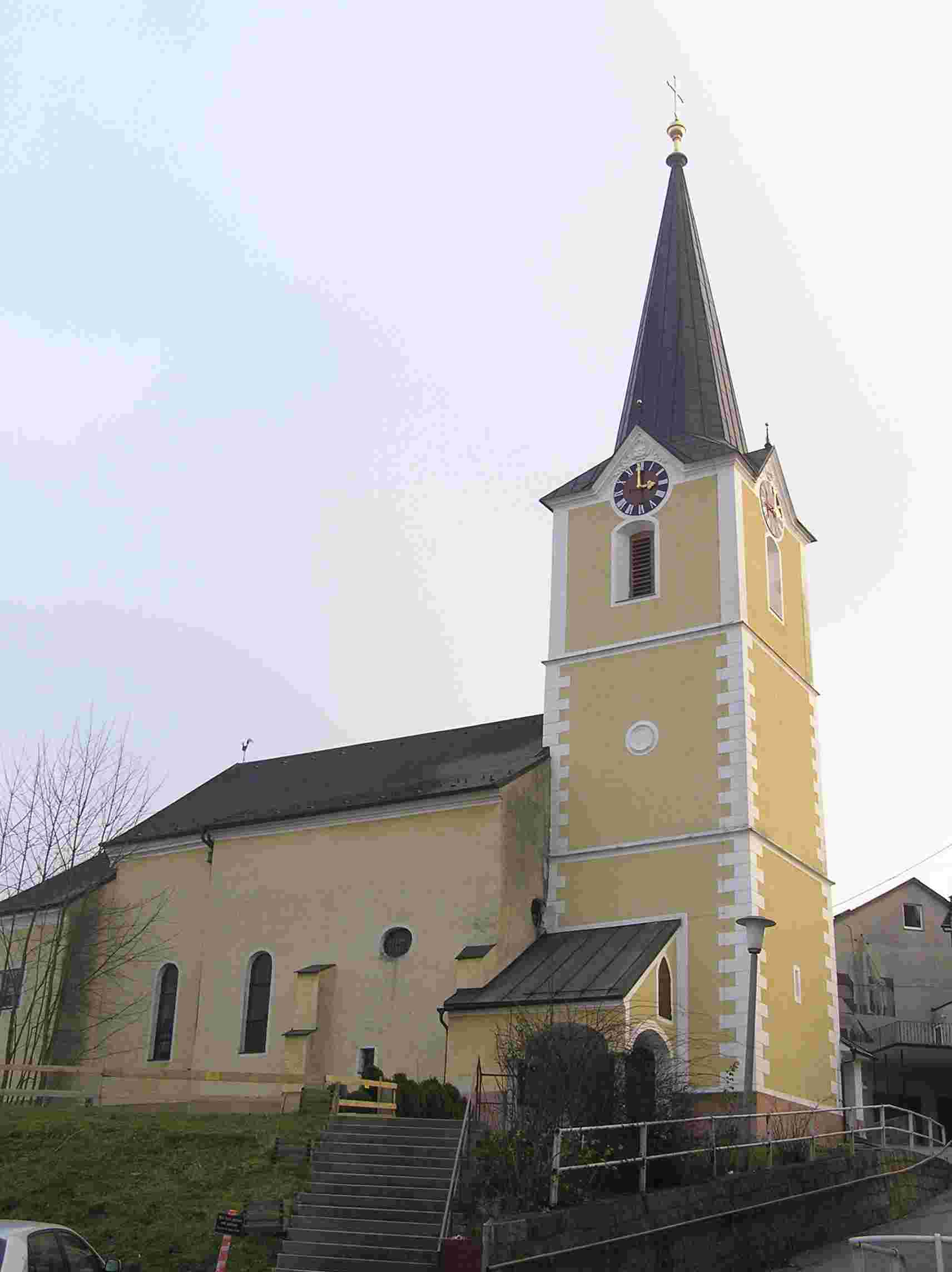
Vor dem Umbau

Die Pfarrkirche Gallspach ist eine römisch-katholische Kirche in Gallspach (Oberösterreich). Sie wurde am 11. Dezember 2005 geweiht, nachdem sie unter Integration des alten Gotteshauses (Turm und Apsis) und Erhaltung alter Grabsteine und Epitaphien des 14.–19. Jahrhunderts errichtet worden war. Der Kreuzweg, bestehend aus 14 Bronzeplastiken, wurde vom Gallspacher Bildhauer Erwin Burgstaller gestaltet und am 25. Februar 2007 eingeweiht. Kirchenpatron ist die hl. Katharina. Das Kirchengebäude steht unter Denkmalschutz (Listeneintrag).

## Die Pfarrgeschichte

### Gründung
Gallspach gehörte bis in das 14. Jahrhundert zur weit ausgedehnten Pfarre Grieskirchen, die seit 1075 dem Kloster St. Nikola bei Passau unterstand. Am 19. August 1343 schloss Eberhard V. von Wallsee, Besitzer der Veste und des Burgfriedes Gallspach, mit Propst Wernher von St. Nicola und Pfarrer Wernhart von der St. Martinskirche in Grieskirchen einen Vertrag, der die Lösung Gallspachs aus dem Mutterpfarrverband und die Errichtung einer selbstständigen Pfarre vorsah. Zu diesem Zeitpunkt bestand bereits ein kleines Gotteshaus in Gallspach. Den aus der Cappelle ze Gailspach bis dahin bezogenen Nutzen fand der Wallseer dem Grieskirchner Pfarrer mit 40 Pfund Wiener Pfennige ab. Gallspach war zu diesem Zeitpunkt eine lockere Ansammlung weniger Höfe, von denen einer sich im 12./13. Jahrhundert zu einem Edelsitz entwickelt hatte. Zu solchen Edelsitzen gehörten Kapellen, die – in erster Linie Platz bedingt – nicht innerhalb der Mauern solch eines Sitzes lagen. Die neu gegründete Pfarre war sehr klein und umfasste nur den Burgfried Gallspach. In der Urkunde von 1343 heißt es, dass zu Gallspach „gepfarrt sein alle die, die ze dem Hausz vnd der Vesten vnd zu dem Marckht vnd auch in dem Burkhfridt gesezzen sindt ze Gailspach, sie seint mit zeunen oder mit Graeben da vmbfangen“. Die Zustimmung des Passauer Bischofs Gottfried von Weißeneck zur Pfarrgründung erfolgte im Jahr darauf. Da die erste Dotation zur Pfarre am 10. August 1344 beurkundet wurde, liegt die bischöfliche Bestätigung wohl vor diesem Datum.

### Wortlaut der Gründungsurkunde
„Wier Wernher von Gottes Gnaden Probst. Wilhalmb Techent vnd daz Capitel ze sannd Niclas vor der Stat ze Pazzaw vnd Ich Wernhardt ze denselben zeiten Pfarer ze Grieszkhirchen Wier verjehen vnd thuen khundt allen den, die den gegenurttigen Brief sehennt vnd hoerent lesen, die nun lebent vnd hernach khunfftig werdent, daz wier vnbezwungenlich mit gesambten willen vnd zeitigem Rath algemainglich zu der zeit, do wier ez wol gethuen mochten, durch mehrung Gottesdienst haben geben lediclichen mit allen rechten dem Edlen Erbern herrn hern Eberharten von Waltsee ze den zeitten haubtman ob der Ennsz vnd seinen Erben die Cappellen ze Gailspach, die da weillent gehört zu vnser Pfarrkhirchen Sannt Merten ze grieszkhirchen in dem Markht Also, daz sy darzu nit mer ewiglich gehören sol. Da wider hat der vorgenant herr her Eberhart vnser pfarr sant Merthines khirchen ze widerlegen vnd ze einer bestattung geben viertzig pfundt pfening wienner muenz, darumben vnnser vorgenanten sannt mertens kuerchen ze Griezkhirchen ander guelt vüll mer geschafft ist, den die vorgenannt vnser pfarr von der vorgenannten Cappellen ze Gailspach vor gehabt hat, alsz die eltisten vnd die bessten Pfarrleut bey jerem gewissen gesagt habennt. Ez soll auch dieselb Cappellen zu Gailspach von eins Bischoffs gunst vnd Vrlaub fuerbaz Ebigklich haben alle Pfarrliche Recht mit grebnus vnd mit anndern geistlichen dingen gancz vnd gar alsz ain ander Pfarr, wann sy der ehe genant herr her Eberhart von Waltsee mit seinen aigenthafften guet vnd Ers selb gewidemt hat, daz ewigclich ein Pfarrer do siczen soll vund sullen auch nur allein dahin gehen vnd auch gepfarrt sein alle die, die ze dem Hausz vnd der Vesten vnd zu dem Marckht vnd auch in dem Burkhfridt gesezzen sindt ze Gailspach, sie seint mit zeunen oder mit Graeben da vmbfangen vnd dieselben hat der Pfarrer zu Gailspach ze besorgen vnd zu beruehen an allen geistlichen dingen, alsz ain anderer Pfarherr die seinen von Recht soll. Wier verjehen auch, daz der obgenant herr Eberhart von Waltsee soll ewigclichen leihen Er vnd all sein Nachkhomben dieselb khürchen ze gailspach alsz ander sein khirchen, die Er von alter her gelihen hat. vnd daz die Sach vnd die Wandlung, alsz ez sich ergangen hat, also ewigclich staet vnd vnzebrochen vnd vnuerkhert beleib, darüber geben wier dem offtgenanten herrn hern Eberharten von Waltsee vnd allen seinen Erben vnd nachkhömben hie den Brief versigelten mit vnnsern anhangenten Insigelen ze einem ewigen Gezeug der warhait. Desz sint Gezeug herr Ott von Lanstorff Thumbtechent vnd Chorherr ze Pazzaw vnd auch der Erber herr her Gerhoch von Stadeckh Chorherr ze Pazzau.

Der Prief ist geben ze Pazzau, da von Christes Gebuerth waren ergangen dreyzehenhundert Jahr, darnach in dem dreyundvierczigsten Jahr desz nehsten Erchtags nach vnnser frauentag zu der Schidung.“

### Wirtschaftliche Grundlagen
Damit die Pfarre und mit ihr der Pfarrherr auch wirtschaftlich existieren konnte, wurde sie vom Gründer und seinen Nachfolgern mit Stiftungen bedacht. Die erste einer ganzen Reihe solch frommer Zuwendungen stammte von Eberhard V. von Walsee selbst. Die Güter dieser Stiftung waren weit über das Hausruckviertel verstreut in Grieskirchen, Meggenhofen, Peuerbach, St. Marienkirchen, Schönering bei Wilhering, Breitbrunn bei Hörsching, Hinzenbach sowie in Senftenberg und erbrachten dem Pfarrer Einkünfte von 8 Pfund 5 Schilling 5 Pfennig.
Im Jahre 1354 erwarb Heinrich Geymann (Geumann) Schloss und Kirchenlehen Gallspach von Eberhard von Wallsee unter Lehensvorbehalt. Die in der Gegend von Vöcklabruck, Rüstorf und Attnang begüterte Familie trat im 14. Jahrhundert mit zwei großen Stiftungen auf, die im Zusammenhang mit der Bestimmung der Pfarrkirche als Begräbnisstätte (Erbbegräbnis) standen. Vom 6. Dezember 1358 datiert die Stiftung eines Pfarrhofes durch Heinrich Geumann († 1363). Als Pfarrer wird in diesem Zusammenhang Heinrich Zott genannt. Der mit Ehrentraud Zinzendorff vermählte Heinrich Geymann verewigte sich auf seinem noch erhaltenen Grabstein als Erbauer der Kirche: hie leit heinrich der gaiman pawt dis gotshaus anno domini MCCCLVVIII. 1385 stiftete sein gleichnamiger Sohn († um 1400) einen Getreidezehent von Gütern im Burgfried Gallspach, z. B. einem Lehen und einer Hube in Niederndorf (Kirschner Gut und Hechenberger Sölde). Damit war die Grundlage für die Grundherrschaft Pfarrhof Gallspach gelegt. Andere Gründe hatte die Stiftung vom 6. Jänner 1396, in der Veit Anhanger auf Köppach, zusammen mit seiner Gemahlin Elisabeth, der Pfarre Gallspach für ein ewiges Licht und eine ewige Wochenmesse zugunsten des, in einer Fehde erschlagenen Ortolph Geymann, 3 Pfund Wiener Pfennige widmete. Dieser Geldbetrag wurde aufgebracht durch Leistungen einer Hube in Obergallspach (Eribelgut), einem Gut in Hiering bei Schlüßlberg (Huebmergut) und einem Gut zu Rewt in der Pfarre Eberschwang.

### Die Vogtei
Als Vogt der Pfarre Gallspach fungierte der jeweilige Herrschaftsbesitzer, wofür er von bestimmten Gütern den Vogtdienst verlangen durfte, welcher in der Regel aus dem Vogthafer und Vogthühnern bestand. Wegen des Kirchenlehens kam es zu Beginn des 15. Jahrhunderts zwischen den Brüdern Hans und Stephan Geymann zu Streitigkeiten, die 1409 durch einen Urteilsspruch des Hauptmannes ob der Enns geschlichtet werden konnten. Demnach übte die Vogteirechte über die Kirche jeweils der älteste Geymann aus. Diese Regelung bestätigte 1432 Herzog Albrecht V. In einem Erbschaftsvergleich aus dem Jahr 1463 zwischen Ortolph, Heinrich, Christoph, Bartholomäus und Stephan Geymann ging es um die Kirchenlehen. Die Kirchenlehensbriefe sollten laut Vereinbarung in Gallspach liegen bleiben, die Lehen jeweils vom Familienältesten verliehen werden. Nach Inhalt und Umfang erfuhr das Vogteirecht zu Beginn des 16. Jahrhunderts eine Änderung. Bis dahin übten die Geymann ein weitgehendes Spolienrecht (ius spolii) auf die bewegliche Habe eines verstorbenen Pfarrers (Hausrat, Bücher, Gewand, Pretiosen) aus. Am Sankt Ursulatag (21. Oktober) 1500 schlossen Hans, Balthasar und Tristant Geymann mit Pfarrer Wolfgang Haimbsbach einen Vertrag, in dem sie die Befreiung des Pfarrhofes von allen obrigkeitlichen Forderungen und Eingriffen festlegten. Darüber hinaus gestanden sie dem Pfarrherren zu, über eine Hälfte seines Vermögens frei testieren zu können, während die andere dem Bartholomäus Gotteshaus zufallen sollte.

### Reformationszeit
Über verwandtschaftliche Beziehungen mit den Jörgern auf Tollet kam die Familie Geymann früh in Kontakt mit reformatorischem Gedankengut. Wolfgang Jörgers Gattin Dorothea, die später mit Martin Luther im Briefwechsel stand, war die ältere Schwester von Balthasar Geymanns Gemahlin Katharina. Nach 1522 übernahmen die Jörger für zwei Jahre die Pflege der verwaisten Geymannkinder Ortolph, Hanns Heinrich, Anna und Genoveva. In diese Zeit fällt die Berufung des ersten Prädikanten nach Tollet, Mag. Michael Stifel (1525). Über die Bartholomäuskirche in Gallspach, an der Johann Schütz bis 1538 wirkte, wachte als Vogt der in Millstatt amtierende Obere des St. Georgs Ritterordens, Hanns Geumann. Ein Visitationsbericht aus dem Jahr 1544 vermeldet für Gallspach nichts Auffälliges: Als katholischer Pfarrer fungierte nun Wolfgang Leitner, dessen Gottesdienste von etwa 50 Kommunikanten besucht wurden. Die Einkünfte des Pfarrers flossen regelmäßig und auf seinem Pfarrhof betrieb er eine mittelgroße Landwirtschaft.
Erst ab ca. 1560/65 wurden von Hanns Heinrich Geymann und seinen Nachfolgern Hans Christoph, Hans Ortolph und Hans Ludwig Geymann evangelische Prediger angestellt. Stephan Khösinger, Lienhard (Schneider?), Georg Schott (Scotus) und Augustin Kromayer (Krammauer † 1638 in Erfurt), der 1624 das Land verlassen musste, sind namentlich bekannt. Durch die Teilnahme Hans Ortolph Geymanns am protestantischen Adelsaufstand gegen den Landesfürsten (1619/20) verloren die Geymann ihre Vogteirechte über die Kirche. Die unbesetzte Pfarre wurde in den nächsten Jahren zum Spielball der Nachbarn. Das Kloster St. Nikola betrachtete Gallspach – unter Berufung auf das Prinzip der Mutterpfarre – wieder als bloßes Beneficium der Pfarre Grieskirchen. Pfleger Rueprecht weigerte sich jedoch, die Temporalia der Pfarre herauszugeben. Pfarrer Alexander Kammerer von Meggenhofen erwirkte bei Kurfürst Maximilian I. von Bayern, dem zu diesem Zeitpunkt Oberösterreich verpfändet war, sogar den Befehl an Hans Ludwig Geymann, Gallspach an Meggenhofen abzutreten. Ehe es aber dazu kam, wurde die Pfandschaft 1628 vom Landesfürsten wieder eingelöst. Bis zum Weggang der Geymann aus Gallspach (Ostern 1633) blieben die Kirche und der Pfarrhof daher gesperrt.

### Wiedererstehen der Pfarre
Als Tobias Waldberg 1638 Gallspach erwarb, fand er die Pfarre mit einem von St. Nikola entsandten Pfarrer besetzt. Schon 1633 war Karl Zann nach Gallspach gekommen, er resignierte jedoch noch im selben Jahr. Die Lebensumstände dürften in Gallspach nach den Bauernaufständen 1626 und 1632 ausgesprochen schlecht gewesen sein. Durch dauernde Truppeneinquartierungen war ein Großteil der Bürger verarmt oder aus dem Markt weggezogen. Mindestens die Hälfte aller Häuser stand 1634 leer, auch viele umliegende Bauerngüter wurden nicht bewirtschaftet. Unter dem Pfarrprovisor Anton Köck begannen in den Jahren 1634/35 erste Ansätze einer Matrikenführung bei der Pfarr Kürchen Gallspach ad Sanctum Bartholomaeum. Aus Mangel an katholischen Priestern wurden auch Landesfremde zur Seelsorge eingesetzt. Mathias Brandlin, der 1637 als erster katholischer Pfarrherr nach dem Luthertum in Gallspach starb, stammte z. B. aus Walt in Schwaben. Am 17. November 1638 bestimmte Kaiser Ferdinand III., dass das Patronatsrecht wieder in vollem Umfang zur Herrschaft Gallspach fallen sollte, da der neue Herr ausreichende Garantie für den Fortbestand des katholischen Bekenntnisses böte. In dieser Einantwortungsurkunde wird erstmals ein Patrozinium zur Heiligen Katharina (25. November) erwähnt. Am bisherigen Bartholomäus-Kirchweihtag (24. August) wurde aber weiter einer der vier Jahrmärkte abgehalten. Um schließlich die völlige Selbständigkeit der Pfarre Gallspach von St. Nikola wiederzugewinnen, musste Waldberg mit dem Kloster einen langwierigen Rechtsstreit führen, der sich bis 1664 hin zog, ehe das Offizialat Passau am 15. Mai 1664 den endgültigen Verzicht des Propstes auf die Pfarre bekannt gab. Der noch amtierende, von St. Nikola eingesetzte Pfarrer Urban Kier sollte jedoch so lange auf der Pfarrstelle verbleiben können, bis er von Tobias Waldberg entsprechend finanziell abgefunden würde.
Als Folge der Gegenreformation entstand rasch wieder ein geordnetes Pfarrleben. Die Hinwendung der Bevölkerung zum katholischen Glauben führt im Verlauf des 17. Jahrhunderts zum neuerlichen Aufblühen des Stiftungswesens. Auch eine Corporis Christi Bruderschaft entstand, zu der sich 1760 noch eine St. Franciscus Seraphische Bruderschaft gesellen sollte. Ab 1718 wurde jährlich eine Gemeindewallfahrt mit Prozession zu einem nahegelegenen Gnadenort unternommen. Ebenso wurden Reliquienkäufe von der Pfarre getätigt, und schließlich ließ der Schloss- und Patronatsherr Dr. Augustin von Ehrhardt 1689 an der Pfarrkirche umfangreiche Bauarbeiten im Chor- und der Sakristeibereich durchführen. Ihm wird auch die Errichtung der Mariensäule am Hauptplatz zugeschrieben. Im Laufe des 18. Jahrhunderts wurde durch Johann Georg Adam von Hoheneck der Markt Gallspach durch die Anlage des Neumarkts und der St. Georgs Gasse bedeutend erweitert. Dies führte zu Platzproblemen auf dem kleinen Kirchenfriedhof, weshalb ab 1771 ein neuer Gottesacker angelegt und ab 1779 der alte Friedhof aufgelassen wurde.

### Aus den letzten zwei Jahrhunderten
Das 19. Jahrhundert war gekennzeichnet durch einen kontinuierlichen Bevölkerungsrückgang. Wurden 1810 im Markt Gallspach noch 994 Einwohner gezählt, so waren es 1907 nur noch 629. Die Grundherrschaft Pfarrhof Gallspach hörte 1848/49 zu bestehen auf. Zuletzt zählte sie 23 untertänige Güter. Notwendige Kirchenreparaturen erfolgten ab 1814. Eine neue Orgel wurde 1832 in Salzburg angeschafft und das Kircheninnere 1836 umgestaltet. 1893 wurde ein neubarocker Hochaltar – im Geschmack der Zeit – aufgestellt. Die Finanzierung erfolgte durch eine 1000 Gulden Spende eines Auszüglerehepaares aus Gfehret sowie eine Haussammlung. Das Äußere der Pfarrkirche erfuhr 1896 durch die flachere Umgestaltung des Kirchendaches eine signifikante Veränderung, weil nunmehr der Turm höher über den Dachfirst hinausragte. Zwei Kriege schlugen im 20. Jahrhundert tiefe Wunden in die Pfarrbevölkerung. Dazu kam der Verlust des alten Geläutes, welches 1917 dem Kriegsdienstleistungsgesetz des Ersten Weltkrieges zum Opfer fiel. Auch die Orgelpfeifen und Kupferbleche vom Kirchendach wurden eingeschmolzen. Nur die kleine Zügenglocke überdauerte, um 1942 doch noch – nach einer anonymen Anzeige – dem Rohstoffhunger des Zweiten Weltkrieges geopfert zu werden. 1758 war sie in Linz vom Glockengießer Carl Grob gegossen worden. Für ihren Unterhalt hatte Pfarrer Jakob Fisch testamentarisch 300 Gulden zur Verfügung gestellt. Ein Ersatz wurde erst 1959 in Sankt Florian angeschafft. Ende September 1958 verlegte Pfarrer Heinrich Rechberger die Pfarrerwohnung vom alten Pfarrhof in das Haus Kirchengasse 2, wo in unmittelbarer Nähe, auf dem Platz des Aulerhäusels, 1959/60 der neue Pfarrhof entstand. Die letzte bedeutende Umgestaltung des Kircheninneren vor dem Neubau geschah 1969 durch Pfarrer Johann Sattler. Da der geplante Kirchenneubau noch nicht in greifbare Nähe gerückt sei meinte er, sollen besonders die Kurgäste aus aller Welt durch die Feier der Liturgie in einer von Ramsch und Kitsch gereinigten Kirche sich doch einigermaßen wohl fühlen. In dieser von vielen Kirchgängern nicht gewünschten Schlichtheit verblieb die Katharina-Kirche bis zum Beginn der Abbruch- bzw. Umbauarbeiten im Winter 2005. Im Zuge der Neugestaltung des Gotteshauses führte das Bundesdenkmalamt am alten Kirchenfriedhof und leider nur in Teilen des Kircheninneren archäologische Grabungen durch (16. August 2004 bis 3. März 2005). In der Turmgruft der Familien Hoheneck und Imsland wurden die sterblichen Überreste der Familienmitglieder in speziell angefertigte Chrom-Nickel Stahlurnen umgebettet und am 23. November 2005 wiederbestattet.

## Die neue Kirche
Am 11. Dezember 2005 wurde der Kirchenneubau eingeweiht.

## Das Pfarrgebiet
Ursprünglich beschränkte sich die Gallspacher Pfarre auf das Schloss, einige umliegende Gebäude und den Weiler Niederndorf, während Schützendorf bereits zu Meggenhofen, die Höfe am Wein-, am Neidharts- und Ditschenberg aber zu Grieskirchen gehörten. Durch die Neuerrichtung von Hofstellen und viele kleine, im Laufe der Zeit durchgeführte Gebietskorrekturen, gehörten Ende des 18. Jahrhunderts neben dem Markt und Niederndorf auch der Thongraben, Vöglthen, Schützendorf, Vornwald, Pühret, Thal, Diesting und Unterholzing zur Pfarre Gallspach. In den Napoleonischen Kriegen verlor Österreich im Frieden von Schönbrunn das westliche Hausruckviertel, so dass Gallspach von 1810 bis 1816 zum Grenzort wurde und der neue Grenzverlauf das Pfarrgebiet von Gallspach teilte. Der Pfarrhof und die Pfarrergründe lagen unmittelbar an der Staatsgrenze auf bayerischer Seite. Die Häuser in Thal, Diesting, Pühret und Unterholzing verblieben bei Österreich und fielen der Pfarre Steinerkirchen am Innbach bei Kematen zu. Bis auf Unterholzing kamen die abgetretenen Häuser 1823 wieder zu Gallspach zurück.

## Die katholischen Pfarrer von Gallspach
- 1358 Heinrich Zott
- 1373 Hartnid Sohn des Leuthold von Marchtrenk
- 1396 Symon
- ?–1429 Wolf Annolf
- 1429–? Wernhard Taschner
- ? Zwei Pfarrer sind namentlich nicht bekannt
- 1480/90 Wolfgang v. Albrechtsheim
- 1500 Wolfgang Haimbsbach
- 1518–1538 Johann Schütz aus Krenglbach
- 1538/39–1544 Wolfgang Leitner
- 1633 Karl Zann, Provisor
- 1634/35 Anton Köck, Provisor
- 1635–1637 Mathias Brandlin
- 1638–1641 Georg Trefel
- 1641–1644 Johann Gottfried Mohr
- 1645 Jakob Gramer (od. Grabmayr), Provisor
- 1648 Mathias Ludwig Schöffmann
- 1653–1663 Anton Köck
- 1664 Urban Kier
- 1665 Jakob Philipp Epplin
- 1674 Ferdinand Egger
- 1680–1712 Vitus Erasmus Miller
- 1712–1732 Johann Michael Vorpass
- 1732–1762 Jakob Fisch
- 1763–1788 Franz Xaver Achleitner
- 1788–1812 Thaddäus Kinninger
- 1812–1813 Karl Atwenger, Provisor
- 1813–1815 Franz Malachias Strer
- 1815/1816 Karl Atwenger, Provisor
- 1816–1825 Josef Rath
- 1825 Erenbert Wurmser, Provisor
- 1825–1849 Martin Jäger I
- 1849–1888 Martin Jäger II
- 1888 Raimund Lettmüller, Provisor
- 1888–1906 Jakob Berger
- 1906/1907 Ignaz Radlgruber, Provisor
- 1907–1935 Jakob Obermayr
- 1935/1936 Josef Vösenhuber, Provisor[4]
- 1936–1963 Heinrich Rechberger
- 1963 Willibald Himmelbauer, Provisor
- 1963–1973 Johann Sattler
- 1973–2004 Karl Ecker
- 2004–2009 KsR Johann Gmeiner (Pfarradministrator)
- 2009–2013 Innocent Nwafor

## Alte Grab- und Inschriftensteine
Im Zuge des Kirchenneubaues wurden alle vorhandenen alten Epitaphien und Inschriftensteine geborgen, restauriert und nach Beendigung der Bauarbeiten im Turm, im Innenhof und in der Aufbahrungshalle neu aufgestellt.
Herrschaftliche Grabsteine
Heinrich III. Geymann/Geumann/Gaiman † 1363 (laut Grabsteininschrift)
Balthasar und Catharina Geymann † 1521 bzw. 1522
Anna Eisenreich, geb. Geymann † 1547 (fälschlich auch Stephan Geymann [† um 1435] zugeschrieben)
Hanns Hainrich Geymann † 1566
Juliana Geymann † 1576
Hans Christoph Geymann † 1600; Friedrich Thön zugeschrieben, geschaffen ca. 1605
Antonius von Waldberg † 1650
Johann Georg Adam Reichsfreiherr von Hoheneck † 1754
Johann Georg Ehrenreich Graf von Hoheneck † 1786
Priestergrabsteine
Hanns Schütz † 1538
Vitus Erasmus Miller † 1712
Michael Vorbass † 1732
Jakob Fisch † 1762
Bürgerliche Grabsteine
Elisabeth Greimelmairin, geborene Riedl, Hofwirtin in Gallspach (1658–1730)
Johann Trembl, Bierbrauer und Bürgermeister in Gallspach (1682–1767)
Carl Obermayr, Gastwirt und Bäckermeister in Gallspach (1794–1860)
Philipp Muckenhuber, Bauer am Weinrichtergut in Niederndorf (1825–1867)
Sonstige Inschriftensteine
Bauinschrift 1689, veranlasst durch Dr. iur. Augustin von Erhardt